# 深圳美術館

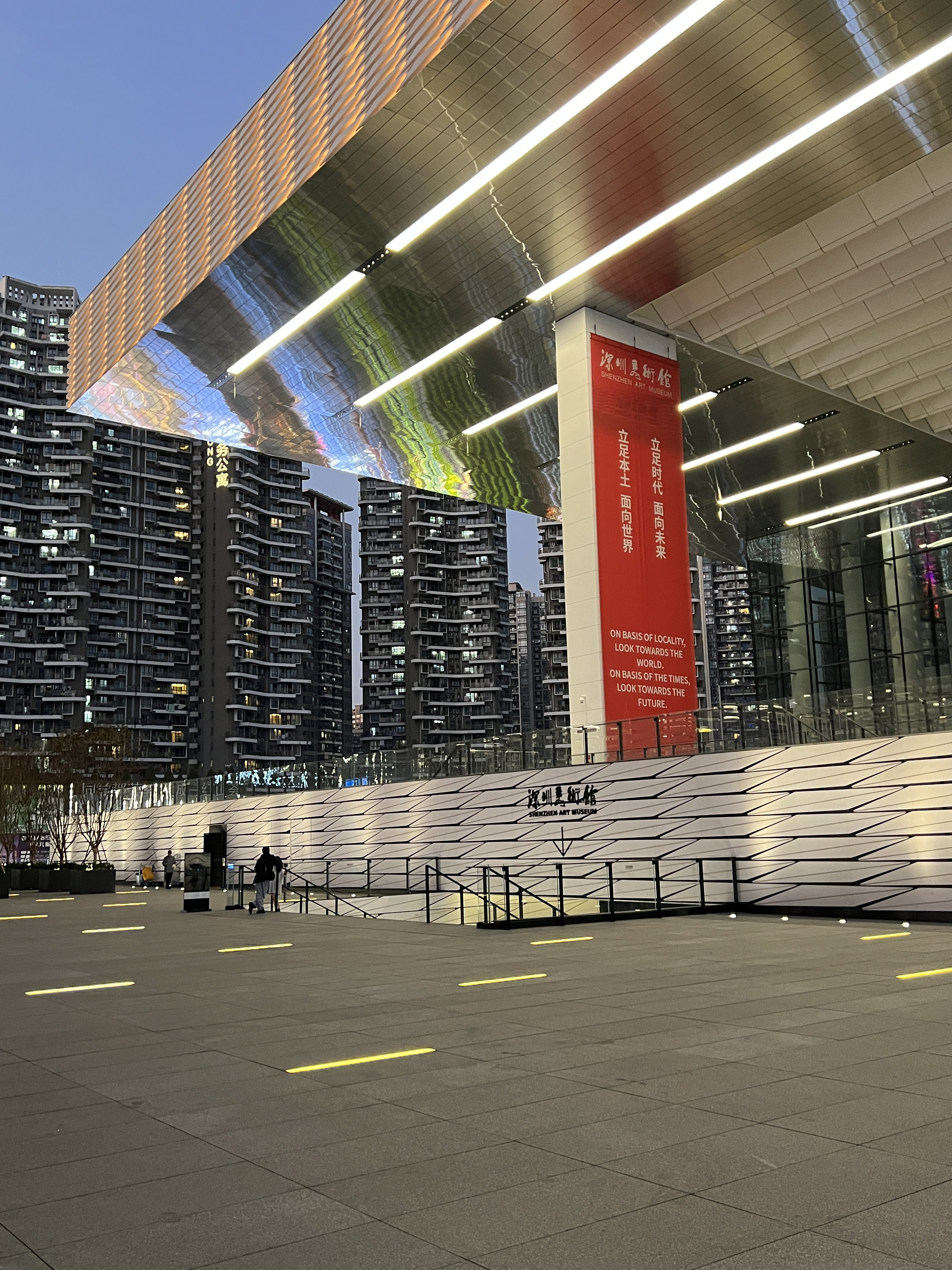
深圳美术馆新馆

深圳美术馆（英語：Shenzhen Art Museum, SZAM）位于中国廣東省深圳市罗湖区东湖公园内。

## 历史
前身为深圳展览馆，始建于1976年，深圳特区成立后，於1987年正式更名为深圳美术馆。深圳美术馆曾举办过中国当代国画艺术家吴昌硕、黄宾虹、林风眠、蒋兆和、傅抱石、张大千、徐悲鸿等人的作品展。并于1985年举办了“深圳美术节”。近年来深圳美术馆举办了多次关于中国当代艺术的展览，并收藏了多幅中国当代艺术家的画作。现任馆长为王小明。
2023年11月，位于龍華區腾龙路30号的新馆投入使用。该馆館舍和深圳图书馆北馆為同一建築物的兩部分。通體白色，建築面積6.56萬平方米，展廳面積2萬平方米。曾展出莫奈、鹽田千春和法國奧普萊獎獲獎作品等。

## 外部連結
- 深圳美術館（官方網站）